# Halimium atriplicifolium
Halimium atriplicifolium es una especie  de planta herbácea perteneciente a la familia Cistaceae.

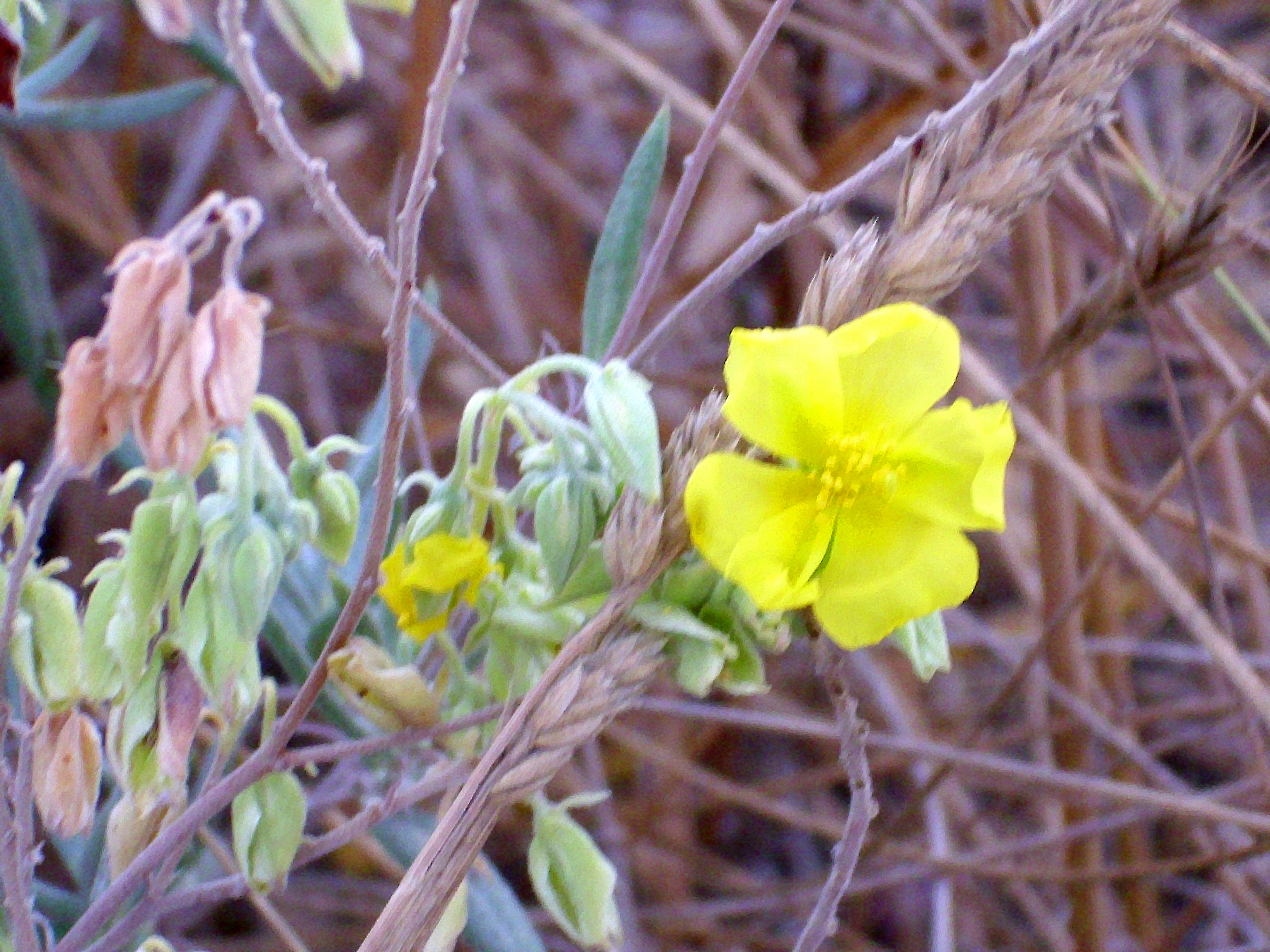
Detalle de la flor

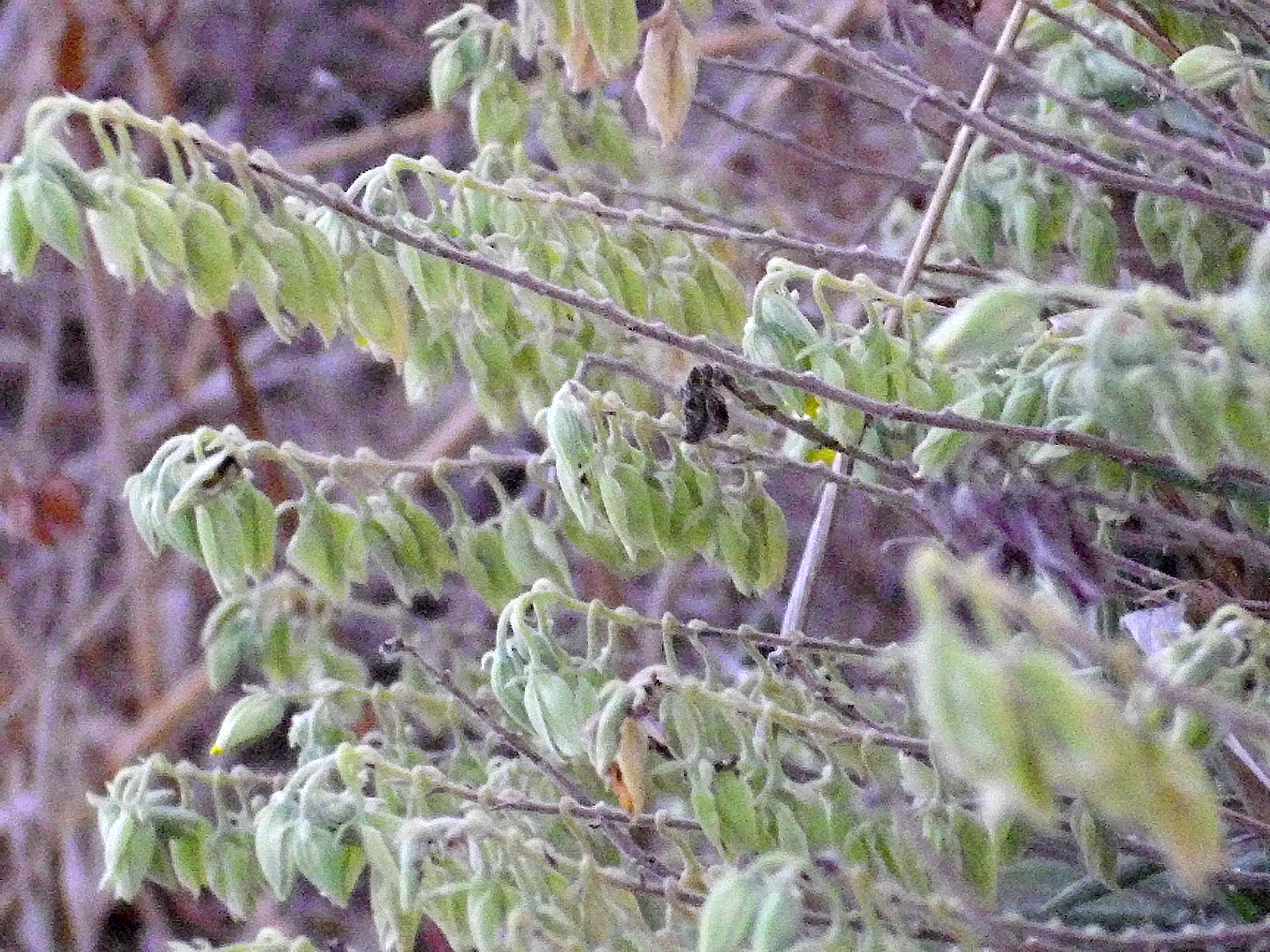
Detalle de las hojas

## Descripción
Matas de hasta 175  cm de altura, densamente cubiertas de pelos estrellados. Hojas estériles pecioladas, de 2-5 x 1-3  c m,  ovado - oblongas; las de las ramas fértiles sentadas, 
de 1-4 x 1-2  cm. Inflorescencias muy alargadas, en cimas laxas, tomentosas con pelos glandulares rojizos. Cáliz con 3 sépalos, con pelos glandulares rojizos. Pétalos de hasta 2,5  cm, amarillos. Estilo  muy  corto. Cápsula  con  pelos estrellados en el ápice.  Florece y fructifica de abril a julio.

## Distribución y hábitat
Se encuentra sobre suelos silíceos, en Extremadura, España, en zonas con influencia atlántica.

## Taxonomía
Halimium atriplicifolium fue descrita por (Lam.) Spach y publicado en Annales des Sciences Naturelles; Botanique, sér. 2, 6: 366. 1836.
Citología
Número de cromosomas de Halimium atriplicifolium (Fam. Cistaceae) y táxones infraespecíficos: 2n=18
Etimología
Halimium: nombre genérico que proviene del griego hálimon, latinizado halimon = principalmente la orgaza o salgada (Atriplex halimus L., quenopodiáceas). Seguramente Dunal creó este nombre seccional del género Helianthemum, porque una de sus especies más características –Halimium halimifolium (L.) Willk.; Cistus folio Halimi de Clusio– tiene las hojas semejantes a las del halimon.
atriplicifolium: epíteto latino que significa "con las hojas de Atriplex".
Sinonimia
- Cistus atriplicifolius Lam.
- Halimium atriplicifolium subsp. atriplicifolium (Lam.) Spach
- Halimium atriplicifolium subsp. serpentinicola Rivas Goday & Rivas Mart.
- Halimium atriplicifolium var. typicum Maire
- Helianthemum atriplicifolium var. estremerae Pau
- Helianthemum atriplicifolium (Lam.) Pers.
- Stegitris atriplicifolius (Lam.) Raf.[6][7]

## Nombres comunes
- Castellano:  estepa, estepa blanca, jaguarzo blanco, jara, jara blanca, jara de hoja blanca, jara del diablo, quiebraolla, rosa saladilla, saladilla-rosa, zamarzo.[7]